# Larry (film)
A Larry 2022-ben bemutatott magyar filmdráma, melyet saját forgatókönyvéből Bernáth Szilárd rendezett. A cselekmény megtörtént eseményeken alapul: egy Serrano nevű rapper karriertörténetét dolgozza fel, aki a Ki Mit Tube tehetségkutatóval futott be. A főbb szerepekben Vilmányi Benett, Thuróczy Szabolcs és Szandtner Anna látható.
A filmért 2023-ban a Balkán Panoráma Filmfesztiválon Bernáth Szilárd díjat kapott a legjobb rendező kategóriában, 2022-ben a Cottbusi Filmfesztiválon a legjobb ifjúsági film és a legjobb elsőfilmes rendező díját is elnyerte, valamint 2023 végén a CinÉast luxemburgi filmfesztivál Young Talents díját is. A 2023-as szkopjei Cinedays Európai Filmfesztiválon filmkritikus díjat kapott, Vilmányi Benett pedig a legjobb színész díját kapta meg az olaszországi Riviera International Film Festival-on.

## Cselekmény
Somogyi Ádám egy faluban él valahol Borsod-Abaúj-Zemplén megyében apjával, Zoltánnal. Juhászként dolgozik, és gyerekkorától kezdve rettenetesen dadog. Ennek oka az, hogy az apja egy erőszakos alkoholista, aki őt is rendszeresen bántalmazta, valamint az anyját is, aki ezt nem bírta és öngyilkos lett, mindezek pedig traumatizálták. Ugyan Zoltán már több mint négy éve nem iszik, amióta egy vallási gyülekezet tagja lett, de fiával szemben ugyanolyan kontrolláló személyiség, mint volt - habár a külvilág felé a szeretetét mutatja. Most éppen azt tervezi, hogy egy állattartó telepet vesz hitelből, mégpedig a fia nevére, ahol gazdálkodni tudnak majd. Ádám azonban egyáltalán nem akarja ezt az életet, különösen hogy tudja, a munka java rá maradna. Így aztán a pénzét elkezdi félrerakni, és egy vasúti híd alá jár ki, ahol kedvére tud kiabálni is: a benne lévő dühöt és fájdalmat fokozatosan egy rapszámmá rakja össze, és érdekes módon ekkor megszűnik a dadogása.
Egy nap kárt okoz, amikor betöri egy autó lámpáját. Ezt meg kell térítenie, és helyi zsiványok ajánlják fel neki, hogy segítenek olcsóbban beszerezni az alkatrészt. Rajtuk keresztül jut el egy hip-hop buliba, ahol egyikük, Csala Do is rappel. Összebarátkoznak, Ádám pedig megmutatja neki, hogy Larry művésznéven ő is alkotott: az "Édentől keletre" című számot. Csala Dónak annyira megtetszik, hogy elhatározza: segít neki elkészíteni egy tökéletes felvételt és bejuttatja egy éppen futó tehetségkutatóba. A baj csak az, hogy Ádám annyira dadog, hogy közönség előtt képtelen rendesen beszélni, kizárólag akkor, ha senki nem nézi, és akkor ha dühös. Hogy leplezze hiányosságát, a dalhoz forgatott videoklipben egy maszkot visel. Ráadásul odahaza is változások állnak be: Zoltán beköltözteti magához barátnőjét, Noémit. A nőnek megtetszik Ádám alakítása, és elhatározza, hogy ő is mentorálni fogja. De csak titokban teheti, mert ő is rájön, felismerve a dalszövegben rejlő utalásokat és a fiú fején felfedezve egy hatalmas régi sebet, hogy Zoltán erőszakos és biztos nem tűrné el a fiától mindezt.
Ádám végül megtudja, hogy bejutott a tehetségkutató budapesti döntőjébe, aminek barátai nagyon örülnek, és egy vasúti kocsira még egy hatalmas Larry-graffitit is felfújnak. Kétségei támadnak azonban, mert képtelen legyűrni a dadogást. Zoltánnal végül kenyértörésre kerül sor, a konfliktus során jelen van Noémi is, akit Zoltán megüt, aki ezért otthagyja őt. Ádám utánamegy, majd vele tölti az éjszakát, és ezt követően szeretkeznek. Másnap este egy klubban próbál fellépni közönség előtt, de felsül - ez úgy elbizonytalanítja, hogy visszatér a faluszéli cigányokhoz és barátaihoz, akikkel egy kábítószerrel is fűtött buliban vesz részt, ami után a rendőrök beviszik a fogdára. Az apja hozza haza onnan, aki újra inni kezdett, miután Noémi otthagyta őt. Dulakodni kezdenek, Zoltán alaposan elveri őt, minek következtében Ádám elhatározza, hogy elege van, és kerül, amibe kerül, de felmegy Budapestre a döntőre. Vele tart Csala Do is, hogy támogassa őt. Miközben elindul a falujából, Noémi jön vele szembe, aki visszamegy az apjához. Ádám, amikor felmegy a színpadra, először továbbra is bizonytalan, de aztán belelendül, és mindenét beleadva egy fantasztikus produkcióval rukkol elő.
A film végén kiderül, hogy nem ő nyerte meg a tehetségkutatót, és még arra sincs pénzük, hogy felszálljanak a hazafelé tartó vonatra, ezért aztán kéregetni kezdenek. A cselekmény nyitva hagyja a kérdését annak, hogy Larry karrierje végül milyen iránt vesz, de a záró jelenetben a Keleti pályaudvaron meglátja a Larry-graffitis vagont, amelyet egy másik, érkező vonat éppen eltakar.

## Szereplők
- Vilmányi Benett (Somogyi Ádám, "Larry")
- Thuróczy Szabolcs (Somogyi Zoltán)
- Szandtner Anna (Noémi)
- Onofer László (Csala Do, önmaga)
- Csíki Gellért (Krisztofer)
- Bandor Éva (autós nő)
- Bocsárszky Attila (Tibor)
- Orbán Levente (Balázs)
- Varga Miklós (autóalkatrész-eladó)
- Szűcs Gábor (banki ügyintéző)
- Lázók Mátyás, Szeifert Lajos (rendőrök)
- Váradi Rajmund (Körte)
- Lakatos János Gábor (Laki)
- Csató Adorján "Funktasztikus" (műsorvezető a rapklubban)
- Szabó Szabolcs Achilles "Szabyest" (műsorvezető a tehetségkutatón)
- Előd Álmos (tehetségkutató narrátora)
- Egri Viktor (fotós)
- Borbély Alexandra, Linczényi Márk, Puzsér Róbert (tehetségkutató zsűrije)

## A film készítése
A film a Serrano nevű rapper élettörténetén alapul. Akárcsak a filmbeli Larry, ő is Borsod-Abaúj-Zemplén megyéből tört ki a kilátástalanságból, és mindennapjairól írta dalszövegeit, köztük a "Legszegényebb régió" és a "Vakremény" című dalokat. A tehetségkutató során Larrynek mondott zsűrivélemények is egy az egyben ugyanazok, mint amiket Serrano is kapott. Ugyanakkor fontos különbség, hogy Serrano sosem dadogott.
A film másik szereplője, Csala Do a valóságban szintén rapper, önmagának egy fiktív változatát alakítja.
A film több jelenete improvizált, beleértve a záró jelenetet is, ahol a főhősök kéregetnek a hazaútra. Itt a járókelők nem voltak beavatva, hogy egy filmforgatás zajlik, Csala Do össze is szólalkozott egy részeggel, aki beléjük kötött, valamint a stábba is, meg akarta őt rúgni, de elijesztette - később ez is bekerült a filmbe. A bulijeleneteknél a kazincbarcikai Don Bosco Általános Iskola, Szakképző Iskola, Technikum, Gimnázium és Kollégium diákjai statisztáltak.

## Nézettség, bevétel
A nézettségi adatok szerint 28 518 jegyet adtak el rá, és ezzel az eredménnyel mintegy 53 297 980 Ft bevételt termelt a jegypénztáraknál.